# Кун, Расс
Расс Джозеф Кун (англ. Russ Joseph Kun; род. 8 сентября 1975, Убенид) — науруанский государственный и политический деятель. Президент Науру с 29 сентября 2022 по 30 октября 2023 года.

## Биография
Расс Джозеф Кун родился 8 сентября 1975 года в округе Уабо. До прихода в парламент он работал в министерстве торговли, промышленности и окружающей среды Науру.
В 2013 году был избран в парламент Науру как один из четырёх членов от избирательного округа Убениде. Переизбрался в парламент в 2016, 2019 и 2022 годах. В последнем правительстве Лайонелы Энгимеа Расс Кун был заместителем министра финансов, портов Науру, туризма, национального наследия и музеев.
Кун является членом Глобальной организации парламентариев против коррупции (ГОПАК). После посещения семинара ГОПАК он возглавил работу по разработке этического кодекса для парламента Науру. С этой целью Расс Кун был председателем парламентского постоянного комитета по Кодексу лидерства.
На первом заседании парламента после выборов 2022 года Кун был единственным кандидатом на пост президента Науру. 29 сентября был приведён к присяге вместе со своим кабинетом.
В середине октября 2023 года Кун совершил визит в Тайбэй. По окончании визита парламент страны провёл сессию, на которой 27 октября президенту страны был объявлен вотум недоверия. В парламенте начались выборы нового президента.